# 鈴木憲和
鈴木 憲和（すずき のりかず、1982年〈昭和57年〉1月30日 - ）は、日本の政治家。自由民主党所属の衆議院議員（5期）、復興副大臣。
農林水産副大臣、自由民主党青年局長（第53代）、外務大臣政務官、自民党山形県連会長を歴任した。

## 来歴
東京都出身。開成高等学校、東京大学法学部卒業。開成高校在学中はテニス部に所属。2005年、農林水産省入省。農水省では品目横断的経営安定対策に携わる。2007年、内閣官房に設置されていた「美しい国づくり」推進室へ出向。消費・安全局表示・規格課法令係長を経て、消費・安全局総務課総括係長を最後に、2012年に農林水産省を退官し、父の出身地・南陽市のある山形県に移り住む。自由民主党山形県連の候補者公募に合格し、同年3月から南陽市で政治活動を開始する。
2012年12月の第46回衆議院議員総選挙に自民党公認で山形2区から出馬。TPP交渉参加反対を公約に掲げ、TPP交渉参加に県内で唯一賛成の立場で衆院選に臨んだ民主党前職の近藤洋介を破り、初当選した。
2013年3月15日、安倍晋三首相が記者会見し、TPP交渉への参加を正式に表明した。これにより、2014年の第47回衆議院議員総選挙では、TPP反対を掲げて出馬した鈴木は苦しい選挙戦を強いられ、民主党から立候補した近藤洋介に約7千票差まで詰め寄られるも、山形2区で再選。

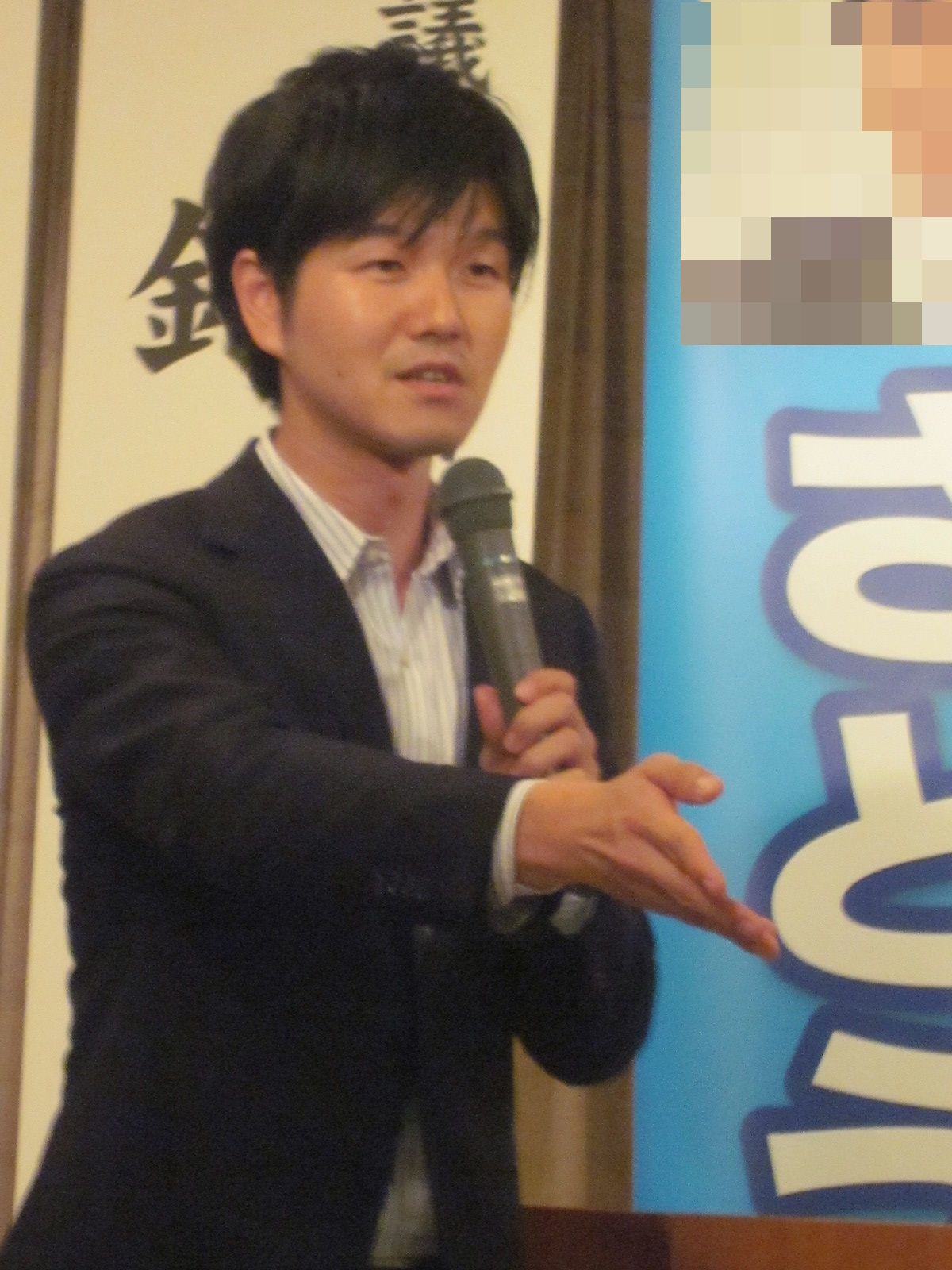
2015年9月7日 山形市長選挙での応援演説にて

2016年1月、平成研究会に入会。同年11月10日の衆議院本会議で行われたTPP承認案・関連法案の採決では、退席して投票を棄権し、賛成方針の党議拘束に造反した。鈴木の造反に対し、二階俊博幹事長は鈴木に対する処分は行わないとしたうえで、「処分に値しない。処分とはよほど立派な議員にすることだ」と述べ、不快感を示した。
2017年10月の第48回衆議院議員総選挙では、民進党の事実上の解党により希望の党から立候補した近藤に比例復活すら許さず、山形2区で3選。
2018年10月の第4次安倍内閣改造内閣の大臣政務官人事に於いて、外務大臣政務官に任命された。
2021年2月3日に自民党内で発足した人権外交プロジェクトチームの座長に就任。
2021年10月31日の第49回衆議院議員総選挙で、野党統一候補の国民民主党新人を破り4選。
2022年9月6日、第53代自由民主党青年局長に就任。
2023年9月15日、第2次岸田第2次改造内閣で農林水産副大臣に就任。
2024年9月27日に行われた自民党総裁選挙において、1回目の投票では茂木敏充に投じた。得票数1位の高市早苗と2位の石破茂が進んだ決選投票については、さくらんぼテレビの取材に対し、投票先を公表しなかった。
同年10月27日の第50回衆議院議員総選挙で国民民主党の菊池大二郎らを破り5選。菊池は比例復活した。
同年11月13日、第2次石破内閣で復興副大臣に就任。

## 政策・主張
- 第9条を含む日本国憲法の改正に賛成[19][20]。
- 憲法への緊急事態条項の創設に賛成[19]。
- 参議院議員通常選挙で隣接する県を一つの選挙区にする「合区」をなくすための憲法改正に賛成[19]。
- 原子力発電について「当面は必要だが、将来的には廃止すべきだ」としている[21]。
- 日本の核武装について「将来にわたって検討すべきでない」としており、非核三原則の「持ち込ませず」の部分についても「議論する必要はない」としている[19]。
- 敵基地攻撃能力の保有に賛成[20]。
- 2013年11月26日、特定秘密保護法案の採決で賛成票を投じた[22]。
- 選択的夫婦別姓の導入に賛成[21]。
- 皇位継承について、皇室典範を改正して女性天皇を認めることには賛成だが女系天皇を認めることには反対[21]。

## 不祥事

### 秘書による公職選挙法違反
2017年の第48回衆議院議員総選挙に際し、衆議院解散が行われた9月の下旬から10月にかけて、鈴木事務所の男性秘書が公職選挙法で認められていない、鈴木への投票を呼びかけるような文言が含まれた推薦依頼書を山形2区に含まれる地域の企業や個人事業所宛にメール便で送付していた。この推薦依頼書には、投票を呼びかける文言や「自由民主党山形県第二選挙区支部　支部長鈴木憲和」の名前が記されており、男性秘書は公職選挙法違反（法定外文書頒布）の容疑で山形県警察に書類送検された。これを受け、自民党山形県連会長である鈴木は12月22日に山形市で開かれた県連の支部長・幹事長会議で陳謝した。12月28日に男性秘書は山形区検察庁に公職選挙法違反（法定外文書頒布、事前運動）罪で略式起訴された。山形簡易裁判所は罰金30万円の略式命令を出し、即日納付された。

### 米沢市議による公職選挙法違反
2021年の第49回衆議院議員総選挙で、鈴木陣営の米沢市議会議員が、立候補届け出前の10月14日ごろ、選挙運動の報酬として運動員1人に時給1000円を払う約束をしたほか、同21～30日、法定の方法以外で選挙運動文書を配布した。同年11月17日、米沢市議は公職選挙法違反（買収、事前運動など）の疑いで逮捕された。12月3日には、元運動員が、報酬を受け取る約束をしたほか、米沢市議と共謀して法定の方法以外で文書を配布したとして、公職選挙法違反の疑いで書類送検された。
12月7日、米沢市議が買収と事前運動の罪で山形区検察庁から略式起訴され、山形簡易裁判所から罰金50万円の略式命令を受けた。法定外文書頒布の罪については、配った枚数が小規模だったことなどから、起訴猶予処分となった。同じく書類送検された元運動員についても、米沢市議に従属的な関係性だったなどとして起訴猶予となった。12月8日、米沢市議は辞職願を提出し、同日付で辞職した。

## 所属団体・議員連盟
- TPP交渉における国益を守り抜く会

## 選挙歴
| 当落 | 選挙                   | 執行日         | 年齢 | 選挙区      | 政党       | 得票数     | 得票率 | 定数 | 得票順位 /候補者数 | 政党内比例順位 /政党当選者数 |
| ---- | ---------------------- | -------------- | ---- | ----------- | ---------- | ---------- | ------ | ---- | ------------------ | ---------------------------- |
| 当   | 第46回衆議院議員総選挙 | 2012年12月16日 | 30   | 山形県第2区 | 自由民主党 | 10万744票  | 46.06% | 1    | 1/4                | /                            |
| 当   | 第47回衆議院議員総選挙 | 2014年12月14日 | 32   | 山形県第2区 | 自由民主党 | 9万7915票  | 49.10% | 1    | 1/3                | /                            |
| 当   | 第48回衆議院議員総選挙 | 2017年10月22日 | 35   | 山形県第2区 | 自由民主党 | 10万9949票 | 51.64% | 1    | 1/3                | /                            |
| 当   | 第49回衆議院議員総選挙 | 2021年10月31日 | 39   | 山形県第2区 | 自由民主党 | 12万5992票 | 61.84% | 1    | 1/2                | /                            |
| 当   | 第50回衆議院議員総選挙 | 2024年10月27日 | 42   | 山形県第2区 | 自由民主党 | 10万5416票 | 56.65% | 1    | 1/4                | /                            |